# Esri
ESRI (Environmental Systems Research Institute) je společnost zabývající se vývojem softwaru určeného pro práci s geografickými informačními systémy (GIS – anglicky Geographic Information System). Hlavní sídlo Esri je v Redlands v Kalifornii v USA. Byla založena v roce 1969 jako konzultační společnost.
Její softwarové produkty poskytují kompletní a škálovatelnou platformu GIS. Systém ArcGIS je interoperabilní, respektuje standardy GIS i obecné standardy IT. Obsahuje hotové nástroje a komponenty, které se dají programovat a propojovat s jinými technologiemi. Jednotlivé produkty operují na desktopových, serverových i mobilních platformách, včetně prostředí pro vývoj a správu webových služeb. Technologií Esri ArcGIS jsou vybaveny všechny krajské úřady i významné instituce státní správy – Ministerstvo životního prostředí ČR, Zeměměřický úřad, Český geologický úřad, Státní plavební správa, Ředitelství silnic a dálnic a řada dalších.

## Produkty

### ArcGIS for Desktop
ArcGIS for Desktop je klientská část ArcGIS, je profesionální nástroj GIS pro tvorbu a správu informačních systémů. Je k dispozici v podobě softwarových produktů ArcView, ArcEditor, ArcInfo a volně dostupného prohlížeče publikovaných map ArcReader. Každý z těchto produktů splňuje různou úroveň funkcionality a lze je tak nasadit na úrovni, která bude uživateli nejvíce vyhovovat. S jejich pomocí lze řešit nejrůznější úlohy GIS – od tvorby, editace a správy dat přes prostorovou analýzu až po tvorbu map.
Jednotlivé produkty mají společný kódový základ, jednotné uživatelské rozhraní, společné rozšiřující moduly a stejné vývojové prostředí, což zvyšuje jejich využitelnost a schopnost spolupráce a zároveň snižuje nároky na školení uživatelů. To spolu s pružným systémem licencování vytváří předpoklady pro optimální využití GIS v rámci organizace.

### ArcGIS for Server
ArcGIS for Server je platforma pro tvorbu víceuživatelských, centrálně spravovaných aplikací, která přináší do oblasti serverů schopnosti dříve dostupné pouze prostřednictvím ArcGIS Desktop. S jeho použitím lze budovat webové aplikace či webové služby zajišťující plnou funkcionalitu GIS, jako například prostorovou analýzu dat a jejich správu. K dispozici jsou též některé vybrané extenze. Klientem může být webový prohlížeč ať už na PC či mobilním zařízení nebo klasická desktopová aplikace.
Zpracování neprobíhá v počítači klienta, ale na serveru, což přináší nové možnosti při využití tzv. tenkých klientů, kdy uživatel nemusí být specialista na GIS, ale přesto mu je umožněno pracovat s prostorovými daty, získávat jednoduše výsledky např. složitých analýz s minimálními nároky na hardware.
ArcGIS Server nabízí úplný webový GIS, který poskytuje řadu připravených aplikací a služeb pro koncové uživatele. Tyto aplikace mohou sloužit nejen k prohlížení a dotazování geografických dat, ale i pro jejich analýzu, shromažďování, editaci a správu, to vše založené na standardech. Veškeré zpracování i správa dat probíhají na serveru, nároky na straně klienta jsou minimální.

### ArcGIS for Mobile
Aplikaci ArcGIS Mobile lze použít pro tvorbu a nasazení specializovaných mobilních aplikací, které pracují v „nepravidelně připojeném“ prostředí a lze je využít mnoha uživateli. Tyto aplikace podporují mobilní mapování, GPS, bezdrátovou synchronizaci, replikaci dat GIS a editační možnosti na řadě zařízení určených do terénu (např. mobilní telefony, Pocket PC, Tablet PC), které jsou vybaveny technologií Microsoft Windows Mobile.

### ArcGIS Online
Systém ArcGIS nabízí i online, internetové možnosti softwarových produktů na stránkách www.arcgis.com. na stránkách je nabízeno množství podkladových map, které lze jednoduše kombinovat s vlastními daty do vlastních mapových výstupů a sdílet s dalšími uživateli.

### ArcGIS pro vývojáře
Systém ArcGIS nabízí i možnost vystavění vlastních desktopových i serverových GIS aplikací.